# Sleep
sleep (anglicky sleep – spát, uspat) je standardní UN*Xový program, sloužící přerušení funkce na určitou dobu. Jeho typické využití je v skriptech.

## Historie
Příkaz sleep se poprvé objevil v AT&T UNIXu verze 1.

## Příklady použití
```
$ sleep 5
$
```

příklad zastavení DNS serveru BIND na platformě OpenBSD a jeho nastartování po uplynutí 10 sekund
```
# pkill named && sleep 10 && named
(1034)
```

příklad použití v csh pro monitorování narůstání velikosti souboru. V tomto případě příkaz sleep je použit pro úsporu systémových prostředků.
```
while true; do
   ls -l file
   sleep 15
done
```